# Pedro Calvo Asensio
Pedro Calvo Asensio (Mota del Marqués, província de Valladolid, 26 de gener de 1821 - Madrid, 18 de setembre 1863) fou un polític, farmacèutic, periodista i dramaturg espanyol, considerat un dels polítics i periodistes més influents del segle xix, sent un referent en l'ala més progressista del moment. Els seus extraordinaris dots d'oratòria, la seva honestedat, els seus valors inquebrantables i el seu treball constant van ser els seus principals avals pels quals es va guanyar el respecte tant dels liberals com dels conservadors, sent una de les persones més completes i influents del segle xix a Espanya. La seva primerenca mort als 42 anys va truncar la seva reeixida carrera com a polític, ja que segons Sagasta i altres autoritats del seu temps, estava destinat a ser el futur capdavanter dels progressistes espanyols.

## Vida personal i formació
Va néixer a la Mota del Marqués el gener de 1821, va tenir com a germà a Manuel Calvo, qui arribaria a ser bibliotecari del Congrés dels Diputats i oficial major de la secretaria del Congrés. Pedro Calvo va estudiar Filosofia i Humanitats a la Universitat de Valladolid, i posteriroment es va establir a Madrid on va estudiar Farmàcia i Dret, doctorant-se en farmàcia.
Es va casar amb Ana María Posadas, amb qui va tenir dos fills, Teresa i Gonzalo.

## Periodisme
Va fundar i va dirigir el diari El Cínife (1845), de tall satíric. Va fundar en 1854, amb Ruiz del Cerro i Juan de la Rosa, La Iberia. Diario liberal de la mañana, diari progressista que va dirigir fins a la seva sobtada mort el 1863. El diari s'editava diàriament excepte els diumenges. El diari es va convertir per aquells anys en l'altaveu del partit progressista i un dels diaris més importants i influents d'Espanya, sobrevivint als seus més temibles enemics: els presidents Narváez i O'Donell. El títol del diari corresponia a l'aspiració d'aconseguir l''unitat ibèrica', és a dir, la unió d'Espanya i Portugal.
Des de les seves pàgines es va donar suport a la Revolució de 1854 i la figura d'Espartero per dirigir el Govern mentre que s'atacava a O'Donnell
El 1863 el diari és adquirit per Sagasta, juntament amb José Abascal, quielo dirigirà fins a juny de 1866, aconseguint la seva màxima difusió i servint-li per criticar al govern i preparar la Revolució de 1868.

## Política
A Calvo Asensio se'l considera un progressista pur, entenent la diferència entre aquesta facció del Partit Progressista que dirigia el mateix Calvo Asensio –ni més ni menys que al costat d'homes com Sagasta i Fernández de los Rios- i la que formaven els coneguts com a progressistes resellats, que van passar a engrossir les files de la Unió Liberal a les Corts Constituents convocades el 1854. Els postulats ideològics que sustenta Calvo Asensio es defineixen amb absoluta claredat al seu “Programa a los electores de Valladolid”, publicat a La Iberia el 12 de setembre de 1854, que comporta un assolit equilibri entre el respecte a valors tradicionals com els que al nostre país encarna el catolicisme i el plantejament de propostes de notable modernitat, com la gratuïtat de la instrucció pública en l'etapa del primer ensenyament i l'establiment del jurat per al judici dels delictes polítics. Anys més tard, en un article sense títol la vigència del qual és reivindicable en els nostres dies, publicat a La Iberia el 6 de setembre de 1857 Calvo Asensio es despatxaria molt al seu gust contra “els renegats de tots els partits, els bifrontes polítics, els fariseus de tota gran idea” de l'existència de la qual només cal culpar a la societat que “els admet (...) en el seu si, els guardona, els considera, els enalteix i els respecta”.
Com a Diputat en les Corts Constituents de 1854, va mostrar grans dots oratoris, dos anys després va organitzar en el Senat la coronació de Manuel José Quintana. Va ser Enemic d'O'Donnell, a qui va atacar en la premsa, per la qual cosa el seu diari va ser constantment perseguit per aquest i també pel seu successor en la presidència del Govern, el general Narváez. Va ser diputat fins a la seva mort, esdevinguda el 1863.

## Pedro Calvo Asensio i Práxedes Mateo Sagasta
Calvo i Sagasta es van conèixer el turbulent mes de maig de 1848, durant les revolucions de 1848 que a Espanya es van centrar a intentar enderrocar al president conservador Ramón María Narváez y Campos. Els dos van ser des de llavors bons amics i companys en el partit progressista, fins al punt de debutar els dos com a diputats en les mateixes eleccions generals constituents de 1854. Sagasta per la província de Zamora i Calvo Asensio per Valladolid. Més tard, el 1857, Sagasta es va incorporar en la redacció del diari La Iberia, de la mà de Pedro Calvo, el seu director. Segons confessa el mateix Sagasta després de la mort de Calvo, per Sagasta, Pedro Calvo va ser el seu més important referent i mentor polític, a més d'un bon amic i company de partit. La veritat és que Calvo va ser el principal impulsor de Sagasta perquè arribés a estar al capdavant dels liberals progressistes.

## Carrera com a escriptor i poeta
Calvo Asensio es va prodigar en diversos gèneres. Com a poeta satíric i de circumstàncies va publicar obres com "El eco de la libertad combatido por les bayonetas afrancesadas" (1844)i poemes com “Las cabriolas y las letras” (1850).
Com a dramaturg mereix certa consideració dins del gènere del drama romàntic, al que corresponen obres de tema històric com La acción de Villalar - que es va representar, com es pot llegir en la coberta de l'edició de la impremta de Repullés, “amb extraordinària acceptació a Madrid, en el teatre de Varietats, al maig de 1844”-, o Fernán González i Segunda parte de Fernán González (1847), que va publicar tres anys més tard conjuntament amb Juan de la Rosa. En la seva condició de conreador de la sàtira literària, per fi, coneixem la seva activitat com a fundador el 1845 de El Cínife. Va escriure altres drames com La cuna no da la nobleza (1845). La seva millor obra de teatre és el drama Felipe el Prudente (1853), en la qual, apartant-se de la línia dels seus contemporanis, reivindica la memòria del denigrat monarca. Entre les seves comèdies destaquen Los disfraces (1844), Valentina valentona (1846), Infantes improvisados (1847), La escala de la fortuna (1848), Ginesillo el aturdido (1849) i dues peces compostes amb Juan de la Rosa, Los consejos de Tomás (1845) i La Estudiantina o El Diablo en Salamanca (1847).

## Farmacèutica
Després de cursar els seus estudis de Farmàcia en el Real Col·legi de Farmàcia de Sant Fernando (Madrid) i obtenir el títol de Doctor en la Facultat de Farmàcia en 1846, va exercir una importantíssima labor com a periodista científic no només corporativament compromès amb les necessitats i inquietuds dels seus companys directes de professió, sinó també amb els professionals de les altres ciències mèdiques. Amb aquest ànim, funda en 1844 El Restaurador Farmacéutico, que va ser el primer periòdic exclusivament farmacèutic d'Espanya. El diari va néixer en el si de la recentment constituïda Societat Farmacèutica de Socors Mutus, en la qual van veure la llum obres científiques de la transcendència del Tractat complet de Toxicologia de Mateo Orfila, traduïda del francès pel mateix Calvo Asensio i publicada per lliuraments. Responent al mateix estímul, però amb una actitud marcadament satírica, funda set anys més tard "La Linterna Mèdica", diari satíric de ciències mèdiques, que es va convertir en el flagel dels principals òrgans d'expressió de les doctrines homeopàtiques a Espanya, El Folleto Homeopático i El Centinela de la Homeopatía, fins al punt de provocar polèmiques i enfrontaments que es van substanciar jurídicament i van conduir per fi al tancament de la publicació de Calvo Asensio per ordre governativa.
El diputat i prestigiós farmacèutic Vicente Martín de Argenta li va dedicar la introducció a una de les seves obres, el 1862, reconeixent-lo com un dels grans impulsors de la ciència farmacèutica a Espanya gràcies al seu periòdic farmacèutic.

## Mort i llegat
Pedro Calvo va morir el 18 de setembre de 1863, a les 11:30 del matí a causa d'una febre tifoide que el va tenir durant deu dies en el llit fins al seu final. Va agafar la febre tifoidea precisament un dia després de la seva reunió a casa de Olózaga que havia suposat el triomf de la seva tesi de no transigir amb els conservadors.
Julián Alonso Díez li va dedicar un poema a la seva mort titulat Poema consagrado a la memoria del malogrado D. Pedro Calvo Asensio.
L'escultor José Trelles va realitzar diversos busts en el seu record, perquè els seus incondicionals poguessin tenir-lo en el record.
Pedro Calvo va morir arruïnat a causa de la important quantitat de multes que va arribar a rebre el seu diari La Iberia del Govern moderat d'aquell temps, durant la dècada moderada. El malestar que provocava el diari progressista va motivar que se li imposessin aquestes multes sobre la base de la Llei de Premsa del moment. És per aquest motiu, que a la seva mort, tant el periòdic La Iberia com els altres periòdics liberals del moment van demanar la condonació de les sancions imposades a la vídua de Calvo. El clam mediàtic, polític i popular va tenir efectes i efectivament se li va condonar el deute a la vídua, per tal que tingués mitjans per subsistir. Calvo Asensio va ser descrit per Galdós com a “home tosc i valent, intel·ligència rude [... i] voluntat d'acer...” en la seva novel·la El doctor Centeno (1883), que alhora descriu part de la seva vida i el seu multitudinari enterrament a Madrid. El festeig fúnebre durant el seu enterrament va sortir de la parròquia de Sant Luis, passant per la Puerta del Sol i arribant fins al cementiri de San Pedro, San Andrés i San Isidro va ser presidit per Prim, Absacal, Madoz, Sagasta, Calatrava i Aguirre.
En el 2001 es va fer una completa biografia de Calvo Asensio per Ojeda i Vallejo editat per l'Ajuntament de Valladolid, en dos volums.